# 东海林太郎
东海林太郎（1898年12月11日—1972年10月4日），日本歌手，1936年起出道，为二战前最具代表性的歌手。一直以来以其直立不动一本正经的演唱方法赢得了日本国民的喜爱。

## 生平
1898年，出生于秋田县秋田市台所町二番地。
1908年，其父大象于秋田县厅辞职，进入南满州铁道株式会社就职。双亲俱往满铁之后，东海林一直和祖母生活在一起。在就读秋田中学时代由于痴迷于小提琴的魅力，向身在满洲的父亲恳求从事这方面的专业进修，但在遭到严厉拒绝后放弃。之后上京求学于东京国民英学校，再后就读于早稻田大学商学部。毕业时与庄司久子结婚。之后作为研究生师从佐野学（日本共产主义思想启蒙学者之一）进行马克思主义经济学的研修。
研修科目结束后，于1923年9月加入南满州铁道株式会社，在庶务部调查科工作。曾完稿《关于满洲的产业组合》，但由于引据了太多的的左翼的内容，而于1927年被降职到铁岭的图书馆。然而其并没有放弃对音乐的梦想的追求。在满洲工作了七年之后，辞职归国。与其弟三郎在早稻田鹤卷町经营了一所中华料理店。
声乐方面师从下八川圭祐，在音乐部的比赛中以演唱《怨恨自我》（舒曼）以及选自歌剧“假面舞会”中的“雷奥那多的咏叹调”获奖。
演唱流行类歌曲的最初录音是由日東蓄音器灌制的《宇治茶摘呗》。1933年，成为大日本雄辩会讲谈社录音部专属的职业歌手。灌制了如《河原月夜》、《山若晚霞》等歌。其间也参与演出过广播歌剧，如《椿姫》（茶花女），在其中扮演医师的角色。
日本寶麗多唱片在1934年2月新谱发售其演唱的的《赤城子守歌》出现了空前的热销；同年他演唱的《国境之町》也大获成功，从而进一步确立了其在当时的歌手地位。后来寶麗多唱片公司发售的《紫色的短歌》《明月赤城山》《麦与兵队》《旅笠道中》《すみだ川》《湖底的故乡》等流行歌谣，使以“清澈的男中音”的印象为代表的东海林太郎时代到来。另外，他在《山间的灯火》等外国民谣方面，也表现了极为丰富的歌唱力。大战中转入帝國蓄音器，开始演唱「あゝ草枕几度ぞ」、「琵琶湖哀歌」、「戦友の遗骨を抱いて」等歌曲。
但是在战争结束之后，因为战时畅销的某些曲目关系到太多所谓的“军国主义思想”被列入黑名单并遭到禁止。被禁驻军监视的低调时代由此来临。1946年，菲利普公司重新恢复发售的由其演唱的第一部作品为《永别了，赤城哟》。1949年，重归国王唱片公司。1953年，转入日本水星唱片。
自此之后，其在各地公演的人气逐渐恢复。1957年，东京浅草国际剧场举办了“东海林太郎歌谣生活25周年纪念公演”。1963年，就任当时作为民间团体的日本歌手协会的第一任会长。在空前的怀旧歌曲高潮中，东海林太郎的人气再度得到进一步恢复，相继在各种怀旧节目中做客出演，并受到广泛注目。1972年10月4日，在事务所会议过程中突发脑溢血倒下，自此便与世长辞。其殡葬仪式是日本历史上第一次音乐葬礼。
直立不动的姿态是模仿剑豪宫本武藏的样子，如《一唱民乐》的说法，具有“为国民而歌唱”的信念。那个浮现在人们脑海里的秉着“真剑决胜”般端正姿态的歌唱之魂，正是表现了要坚强挣扎活下去的动荡的昭和时代的精神。他的一生是和癌症（直肠癌，晚年在直肠全部摘除后安插人工肛门，甚至腹部外壁直接包扎纱布的情况下登台演唱。）病魔顽强拼搏斗争的一生，是一个顽强的音乐战士最终战胜命运的光辉的一生。

## 获奖经历
- 紫绶褒章（昭和40年）
- 日本唱片大賞特别赏（昭和40年）
- 勲四等旭日小绶章（昭和44年）
- NHK放送文化赏（昭和47年）
- 勲三等瑞宝章（昭和47年）…死後追赐

## NHK红白歌会出场记录
分别在第1次、第6次、第7次、第16次红白歌会中出场演唱。

## 代表曲目
- 「絵伞日伞」1933年（昭和8年）
- 「キャラバンの铃」1933年（昭和8年）
- 「梦の龙胆」1933年（昭和8年）
- 「赤城の子守呗」1934年（昭和9年）
- 「国境の町」1934年（昭和9年）
- 「月形半平太の呗」1934年（昭和9年）
- 「山は夕焼」1934年（昭和9年）
- 「谷间のともしび」1934年（昭和9年）
- 「明日はあの山」1934年（昭和9年）
- 「城ヶ岛夜曲」1934年（昭和9年）
- 「旅は鼻呗」1934年（昭和9年）
- 「绫乃の子守呗」1934年（昭和9年）
- 「旅笠道中」1935年（昭和10年）
- 「野崎小呗」1935年（昭和10年）
- 「お驹恋姿」1935年（昭和10年）
- 「むらさき小呗」1935年（昭和10年）
- 「椰子の実」1936年（昭和11年）
- 「お夏清十郎」1936年（昭和11年）
- 「湖底の故郷」1937年（昭和12年）
- 「爱国行进曲」1937年（昭和12年）
- 「すみだ川」1937年（昭和12年）
- 「牡蛎の壳」1937年（昭和12年）
- 「上海の街角で」1938年（昭和13年）
- 「忠治子守呗」1938年（昭和13年）
- 「阵中髭くらべ」1938年（昭和13年）
- 「麦と兵队」1938年（昭和13年）
- 「名月赤城山」1939年（昭和14年）
- 「纪元二千六百年」1940年（昭和15年）
- 「ハルピン旅愁」1940年（昭和15年）
- 「戦场初舞台」1940年（昭和15年）
- 「ああ草枕几度ぞ」1941年（昭和16年）
- 「军国舞扇」1941年（昭和16年）
- 「琵琶湖哀歌」1941年（昭和16年）共唱：小笠原美都子
- 「さらば赤城よ」1947年（昭和22年）